# Pepel in Kri
Pepel In Kri was een Joegoslavische band uit de jaren 70. Ze wonnen de nationale voorronde Jugovizija en mochten zo deelnemen aan het Eurovisiesongfestival 1975 met het lied Dan ljubezni waarmee ze 13de eindigden. Voor het festival namen ze tijdelijk de Engelse naam Blood & Ashes aan. De leden waren Ditka Haberl, Oto Pestner, Tadej Hrušovar, Palmira Klobovs, Ivo Mojzer en Nada Zgur. De band nam tevens deel aan het Eurovisiesongfestival 1990 als achtergrondzangers van Toto Cutugno die met Italië dat festival uiteindelijk won.
1961: Ljiljana Petrović · 
1962: Lola Novaković · 
1963: Vice Vukov · 
1964: Sabahudin Kurt · 
1965: Vice Vukov · 
1966: Berta Ambrož · 
1967: Lado Leskovar · 
1968: Luciano Kapurso & Hamo Hajdarhodžić · 
1969: Ivan & 3M · 
1970: Eva Sršen · 
1971: Krunoslav Slabinac · 
1972: Tereza · 
1973: Zdravko Čolić · 
1974: Korni · 
1975: Pepel in Kri · 
1976: Ambasadori · 
1981: Seid Memić-Vajta · 
1982: Aska · 
1983: Danijel Popović · 
1984: Vlado & Izolda · 
1986: Doris Dragović · 
1987: Novi Fosili · 
1988: Srebrna Krila · 
1989: Riva · 
1990: Tajči · 
1991: Bebi Dol · 
1992: Extra Nena